# Canino
Canino is een gemeente in de Italiaanse provincie Viterbo (regio Latium) en telt 5106 inwoners (31-12-2004). De oppervlakte bedraagt 123,4 km², de bevolkingsdichtheid is 41,07 inwoners per km².

## Demografie
Canino telt ongeveer 2116 huishoudens. Het aantal inwoners daalde in de periode 1991-2001 met 3,4% volgens cijfers uit de tienjaarlijkse volkstellingen van ISTAT.
| Jaar | Inwoneraantal |
| ---- | ------------- |
| 1991 | 5251          |
| 2001 | 5072          |

## Geografie
De gemeente ligt op ongeveer 229 m boven zeeniveau.
Canino grenst aan de volgende gemeenten: Cellere, Ischia di Castro, Manciano (GR), Montalto di Castro, Tessennano en Tuscania.

## Cultuur
In het Italiaanse stadje Canino trekken de volgende bezienswaardigheden de aandacht:
- Castello dell’Abbadia: een historisch kasteel
- Convento di San Francesco: een voormalig klooster
- Tomba Francois: een belangrijke Etruskische tombe nabij Canino.
- Chiesa Collegiata dei SS. Apostoli Giovanni e Andrea: de kerk in het centrum van Canino.
- Cascata del Pellico: een mooie waterval in de omgeving.
- Museo Archeologico di Vulci: een archeologisch museum met vondsten uit de regio.

Van betekenis zijn voort het natuurpark van Marturanum en de Terme di Vulci Glamping & Spa, thermale baden voor ontspanning.
Canino is voorts een belangrijke producent van olijfolie, de olie extravergine di alta qualità. Deze heeft ook betekenis voor de lokale gastronomie, wat het stadje een charmante bestemming maakt om cultuur, natuur en historie te combineren.

## Geboren in Canino
- Paulus III (1468), paus
- Paul Marie Bonaparte (1808), neef van Napoleon
- Stefano Colagè (1962), wielrenner

## Afbeeldingen

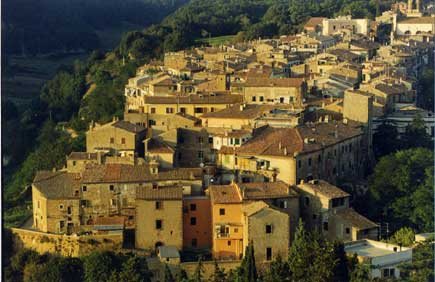
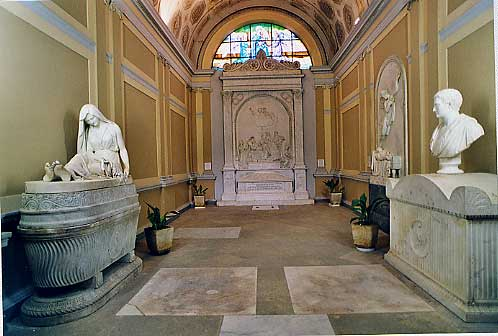
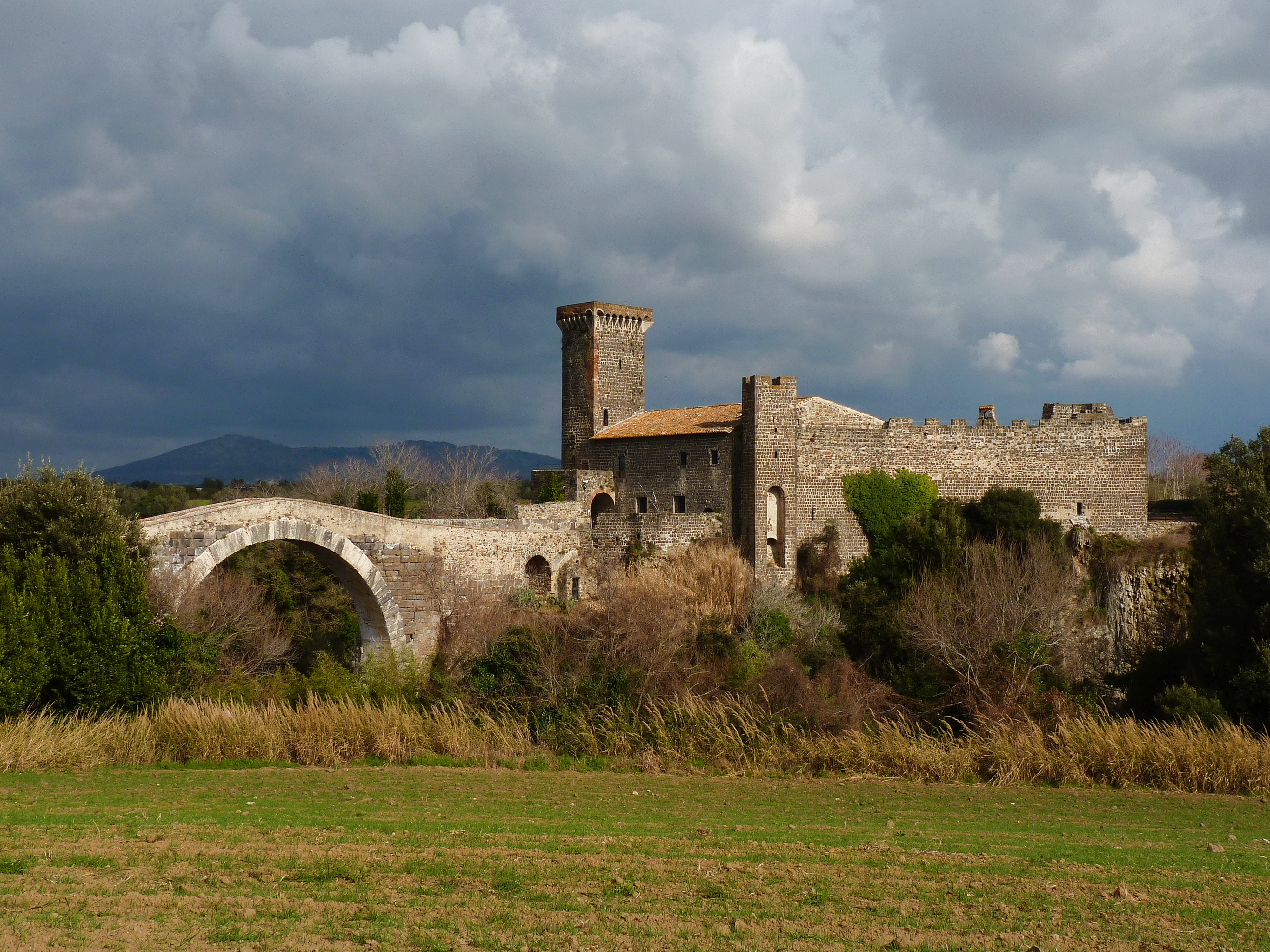